# Daimí Ramírez
Daimí Ramírez Echevarría est une joueuse de volley-ball cubaine née le 8 octobre 1983 à La Havane. Elle mesure 1,76 m et joue au poste d'attaquante. Elle a totalisė 92 sélections en équipe de Cuba.

## Clubs
| Club                    | De        | À         |
| ----------------------- | --------- | --------- |
| Ciudad de la Habana     |           | 2009-2010 |
| Praia Clube             | 2010-2011 | 2010-2011 |
| Minas Tênis Clube       | 2011-2012 | 2011-2012 |
| Campinas Voleibol Clube | 2012-2013 | 2012-2013 |
| İqtisadçı VK            | 2013-2013 | 2013-2013 |
| Fujian Xi Meng Bao      | 2013-2014 | 2013-2014 |
| Halkbank Ankara         | jan 2014  | mai 2014  |
| Praia Clube             | 2014-2015 | 2016-2017 |
| Halkbank Ankara         | 2017-2018 | 2017-2018 |
| Nakhon Ratchasima       | jan 2020  | …         |

## Palmarès

### Équipe nationale
- Jeux olympiques
  -  2004 à Athènes
- Grand Prix Mondial
  - Finaliste : 2008.
- Championnat d'Amérique du Nord
  - Vainqueur : 2007.
  - Finaliste : 2005.
- Coupe panaméricaine
  - Vainqueur : 2007.
- Jeux panaméricains
  - Vainqueur : 2007.
- Jeux d'Amérique centrale et des Caraïbes
  - Finaliste : 2006.

### Clubs
- Championnat sud-américain des clubs
  - Finaliste : 2017.
- Championnat du Brésil
  - Finaliste : 2016.
- Coupe du Brésil
  - Finaliste : 2016.
- Supercoupe du Brésil
  - Finaliste : 2016.

### Distinctions individuelles
- Volley-ball féminin aux Jeux panaméricains de 2007: Meilleure attaquante.
- Grand Prix mondial de volley-ball 2008: Meilleure attaquante[3].